# Di Lặc, Hồng Hà
Di Lặc (chữ Hán giản thể: 弥勒市, âm Hán Việt: Di Lặc thị) là một huyện cấp thị (thành phố cấp huyện) thuộc châu tự trị dân tộc Cáp Nê, Di Hồng Hà, tỉnh Vân Nam, Cộng hòa Nhân dân Trung Hoa. Huyện cấp thị này có diện tích 4.004 km², dân số năm 2002 là 49 vạn người. Chính quyền huyện cấp thị đóng ở trấn Di Dương. Nguyên là huyện Di Lặc, nhưng từ ngày 18/2/2013 đã được nâng cấp thành huyện cấp thị.

## Phân chia hành chính
Huyện cấp thị Di Lặc được chia thành 10 trấn và 2 hương.
- Trấn: Di Dương, Tân Tiếu, Hồng Khê, Trúc Viên, Bằng Phổ, Tuần Kiểm Ty, Tây Nhất, Tây Nhị, Tây Tam, Đông Sơn.
- Hương: Ngũ Sơn và Giang Biên.